# Daniel Köllerer
Daniel Köllerer (født 17. august 1983 i Wels, Østrig) er en forhenværende østrigsk tennisspiller, der blev professionel i 2002. Han har (pr. september 2010) endnu ikke vundet nogen ATP-turneringer.
I 2012 blev han udelukket på livstid på grund af match-fixing. 